# Вуюклаки, Алики
Али́ки Стамати́на Вуюкла́ки (греч. Αλίκη Σταματίνα Βουγιουκλάκη, МФА: [aˈlici vuʝuˈklaci], урождённая Кумунду́ру; 20 июля 1934 — 23 июля 1996) — греческая актриса театра и кино, певица. Национальная звезда Греции. Проявила себя талантливой актрисой ещё в студенческие годы. Имела красивый певчий голос и являлась исполнительницей песен во многих фильмах.

## Биография
Родилась в г. Афины (район Маруси). Карьеру в театре начала в студенческие годы. В 1952 году на отлично окончила драматическую школу при национальном театре (греч. Εθνικό Θέατρο). В середине 1950-х появилась в главных ролях в фильмах фирмы «Финос Фильм» (греч. Φίνος Φιλμ). В 1960 году получила первую награду за лучшую женскую роль на кинофестивале в г. Салоники. 18 января 1965 года вышла замуж за своего сокурсника и актёра Димитриса Папамихаила (греч. Δημήτρης Παπαμιχαήλ). Они вместе снимались в главных ролях многих фильмов и выступали на сценах театров страны. 5 июля 1975 года брак между ними был расторгнут.
С 1970 года Вуюуклаки работала в основном в театре. В 1980 году в тайне от общественности вторично вступила в брак с кипрским предпринимателем Йоргосом Илиадисом, но в 1993 году сама предала огласке этот факт во время телевизионной передачи. Последние годы жизни жила с артистом Костасом Спиропулосом (греч. Κώστας Σπυρόπουλος).
Умерла 23 июля 1996 года в медицинском центре Афин от рака печени в развитой стадии. Похоронена на Первом Афинском кладбище. Десятью годами позже, 29 июня 2006 года в возрасте 96 лет умерла мать актрисы — Эмилия Вуюуклаки Кумундуру.

## Фильмография
1. 1954 — Мышонок — Кринё (по кличке «Мышонок»)
2. 1955 — Ο αγαπητικός της βοσκοπούλας
3. 1956 — Девочка со сказками — Агни
4. 1957 — Мария Пендаётиса — Мария Пендайотиса
5. 1957 — Каникулы на Эгине — Алики
6. 1957 — Весёлые бродяги — Аннушка
7. 1957 — Любовь на барханах — Анна
8. 1957 — Мутные воды — Ленё
9. 1958 — Любовные истории — Марица
10. 1958 — Ο Μιμίκος και η Μαίρη — Мэри Вебер
11. 1958 — Мусица
12. 1958 — Астеро
13. 1959 — Райская пощёчина — Лиза Папаставру
14. 1960 — Το κλωτσοσκούφι — Мэри (κλωτσοσκούφι)
15. 1960 — Мадалена — Мадалена
16. 1960 — Алики в морфлоте — Алики
17. 1961 — Лиза и другая — Лиза Франкуди / Мици Гавриилоглу
18. 1962 — Алики (Aliki my love) — Алики
19. 1962 — Путешествие — Марина
20. 1963 — Врунья — Мэри Делипетру / Анна
21. 1963 — Χτυποκάρδια στο θρανίο — Лиза Петровасили
22. 1964 — Шофёрша — Мэри Дьямантиду
23. 1964 — Наживка — Катя
24. 1965 — Современная золушка — Катерина
25. 1966 — Διπλοπεννιές (Χορεύοντας συρτάκι) — Марина
26. 1966 — Моя дочь-социалистка — Лиза Дэлви
27. 1967 — Ах, моя жена! — Нина
28. 1967 — Самая яркая звезда — Катерина
29. 1968 — Девочка из лунапарка — Маргарита
30. 1968 — Наша любовь — Марина
31. 1968 — Барышня и бродяга — Рена Кацару / Пипис
32. 1969 — Учительница блондинка — Мирто Теодору
33. 1969 — Η νεράιδα και το παλικάρι — Катеринё
34. 1970 — Смешная девочка — Кристина
35. 1970 — Лейтенант Наташа[англ.] — Наташа
36. 1971 — Я тебя люблю — Ангела
37. 1971 — Дочь солнца — Майя
38. 1972 — Алики диктатор — Алики
39. 1972 — Молчаливая Мария — Мария
40. 1979—1980 — Девочка из кабаре (не вышел в прокат) — Сали
41. 1980 — Πονηρό θηλυκό, κατεργάρα γυναίκα — Елена Давари
42. 1981 — Агент Нэля — Нэля